# Graemontia erecta
Graemontia erecta is een hooiwagen uit de familie Triaenonychidae.